# Belasitsa Petritsj
PFK Belasitsa Petritsj (Bulgaars: ПФК Беласица Петрич) is een Bulgaarse voetbalclub uit de stad Petritsj.
De club werd in 1923 opgericht. Na de oorlog nam de club onder de naam Ilinden Petritsj deel aan de nationale competitie dat op dat moment werd beslist in een knock-outfase. Levski Sofia schakelde de club 2 jaar op rij uit in de eerste ronde. In 1948 was het Spartak Sofia dat te sterk was. In 1957 fuseerden Stroitel, Tsjerveno zname, Torpedo en Spartak Petritsj tot één grote club, Belasitsa.
In 1980 keerde de club terug op het hoogste niveau, als Belasitsa en werd 13e. De volgende seizoenen eindigde de club rond dezelfde plaats en na een 12e plaats in 1984 degradeerde Belasitsa. Daarna zakte de club langzaam weg en degradeerde zelfs nog naar de 3e klasse. Daar werd de club in 1998 kampioen. Na de vicetitel in 1999 promoveerde Belasitsa voor de 2e maal op rij. Dit was echter te veel van het goede want de club degradeerde ook onmiddellijk terug. Na het volgende seizoen fusioneerde de club met Hebar 1920 Pazardzhik en nam de plaats van deze club in in de hoogste klasse. Belasitsa degradeerde opnieuw maar kon ook nu na één seizoen terugkeren.
Na 2 seizoenen in de middenmoot werd de club 6e in 2006. Na nog een achtste plaats het volgende seizoen ging het weer bergaf en in 2009 degradeerde de club opnieuw.
Pirin Blagoëvgrad · 
Dobroedzja Dobritsj · 
Marek Doepnitsa ·
Fratrija ·
Lokomotiv Gorna Orjachovitsa ·
Jantra · 
Litex Lovetsj · 
Loedogorets II ·  
Montana · 
Nesebar ·
Minjor Pernik ·
Belasitsa Petritsj ·   
Spartak Pleven ·   
Botev Plovdiv II ·
Doenav Roese ·
Stroemska Slava Radomir · 
CSKA 1948 Sofia II · 
CSKA Sofia II ·
Sportist Svoge · 
Etar Veliko Tarnovo